# Kamenný nástroj

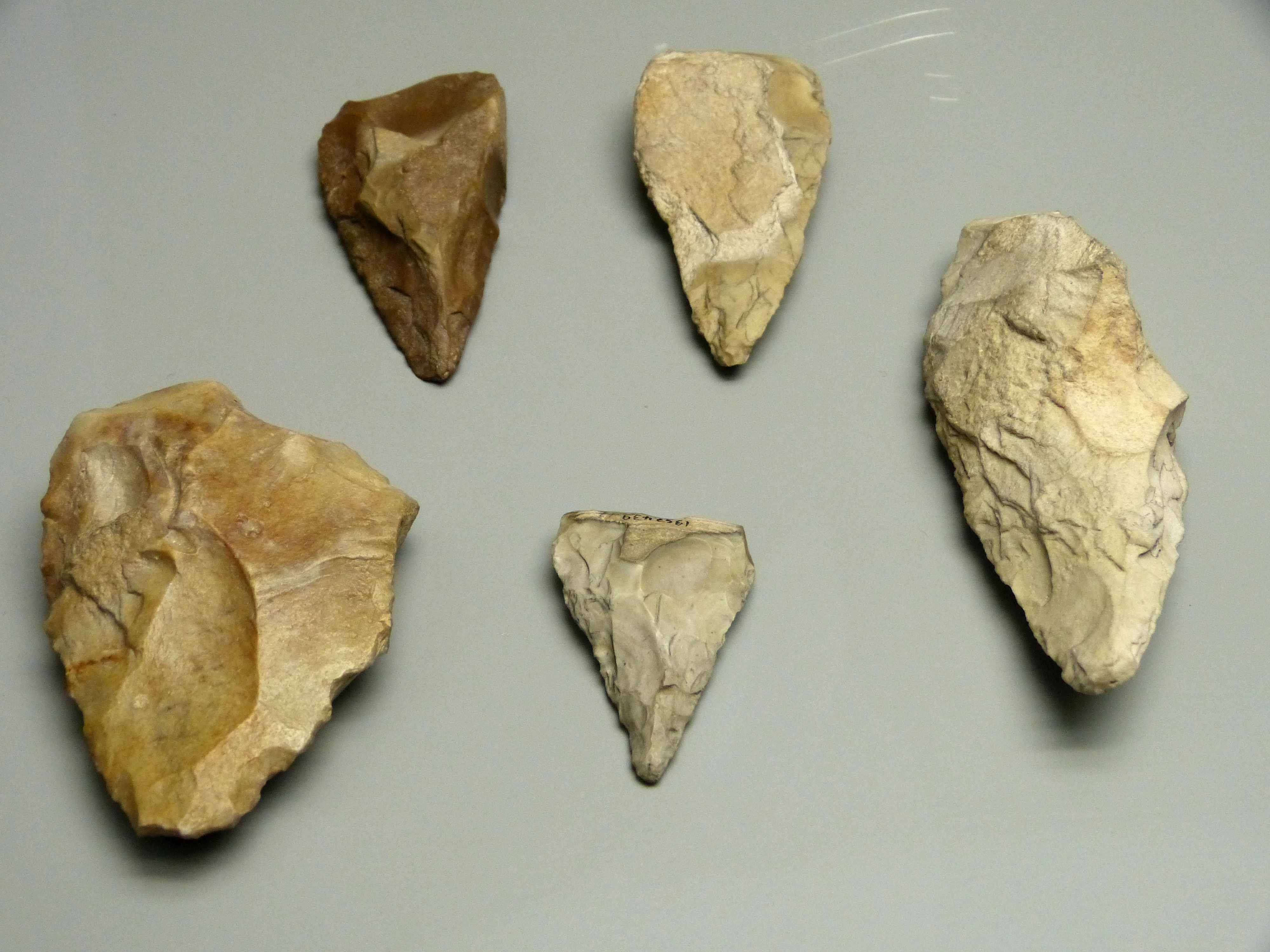
Kamenné nástroje z období paleolitu

Kamenný nástroj je v nejobecnějším smyslu jakýkoliv nástroj vyrobený částečně nebo zcela z kamene. Ačkoliv společnosti a kultury závislé na kamenných nástrojích stále existují, většina kamenných nástrojů je spojena s pravěkými kulturami, a to zejména z doby kamenné, které již vyhynuly. Kromě archeologie studující tyto dávné kultury je dalším důležitým oborem pro porozumění kulturním důsledkům používání a výroby kamenných nástrojů také etnoarcheologie.
Kámen byl v lidské historii používán k výrobě celé řady různých nástrojů, včetně hrotů šípů, hrotů kopí a žernovů. Kamenné nástroje mohly být vyráběny broušením nebo štípáním kamene.
Štípané kamenné nástroje byly vyráběny z kryptokrystalických materiálů, jako je rohovec nebo pazourek, radiolarit, chalcedon, obsidián, čedič či křemenec, metodou štípání kamene. Jednoduchou formou zpracování je odlomení úštěpu z jádra pomocí úderu kamenného otloukače nebo jiného nástroje. V případě výroby úštěpů může být jádro zlikvidováno poté, co je příliš malé na další použití. V jiných případech může výrobce použít techniku, kdy jsou z jádra odštěpovány hrubé úštěpy, které jsou dále zpracovávány pomocí jemných úderů nebo technikou tlakového odlupování pomocí špičky parohu či kousku mědi. Mnohem složitější formou zpracování kamene je výroba vysoce specializovaných čepelí, které jsou následně použity při výrobě různých nástrojů, jako jsou škrabadla, nože, srpy a mikrolity.

## Vývoj kamenných nástrojů
Archeologové typologicky rozdělují kamenné nástroje do industrií, také známých jako komplexy, které sdílejí výrazné technologické nebo morfologické vlastnosti.
V roce 1969 navrhl Grahame Clark evoluční vývoj technik zpracování pazourku a rozdělil ji do pěti kategorií. K jednotlivým režimům přiřadil i relativní data. Jednotlivé režimy však nezohledňovaly veškerou kamennou technologii, nebyly tedy univerzální, ani nebyly synchronní, to znamená že se režimy v jednotlivých částech světa v daném období lišily. Například když byl v Evropě běžně používán režim 1, v Africe již byl dlouho nahrazen režimem 2.

### Nejstarší kamenné nástroje
Mezi nejstarší kamenné nástroje patří ty, jež byly nalezeny v letech 2011 až 2014 u jezera Turkana v Keni. Tyto nástroje jsou datovány do doby před 3,3 miliony let a předchází tak vzniku rodu Homo zhruba o milion let. Nejstarší známá fosilie rodu Homo je stará přibližně 2,3 až 2,4 miliony let. Tyto kamenné nástroje mohl vyrobit Australopithecus afarensis, jehož nejlépe zachovanou fosilií je Lucy, která žila v Africe v době, do které jsou nejstarší kamenné nástroje datovány. Nebo je mohl vyrobit Kenyanthropus platyops, který žil před 3,2 až 3,5 miliony lety a jedná se pliocenní fosilii objevenou v roce 1999. K datování nástrojů byla použita vrstva vulkanického popela, ve které byly nástroje nalezeny.
Drážkované, řezané a zlomené zkamenělé zvířecí fosilie, které sloužily jako kamenné nástroje, byly nalezeny v etiopské oblasti Dikika poblíž pozůstatků Selam, mladé dívky druhu Australopithecus afarensis, která žila před asi 3,3 miliony let.
Nástroje staré 2,9 milionu let patrně používal rod Paranthropus.
Výroba starých kamenných nástrojů nevyžaduje kulturní přenos, protože technika jejich výroby mohla být nezávisle znovu vynalézána.

### Oldovan

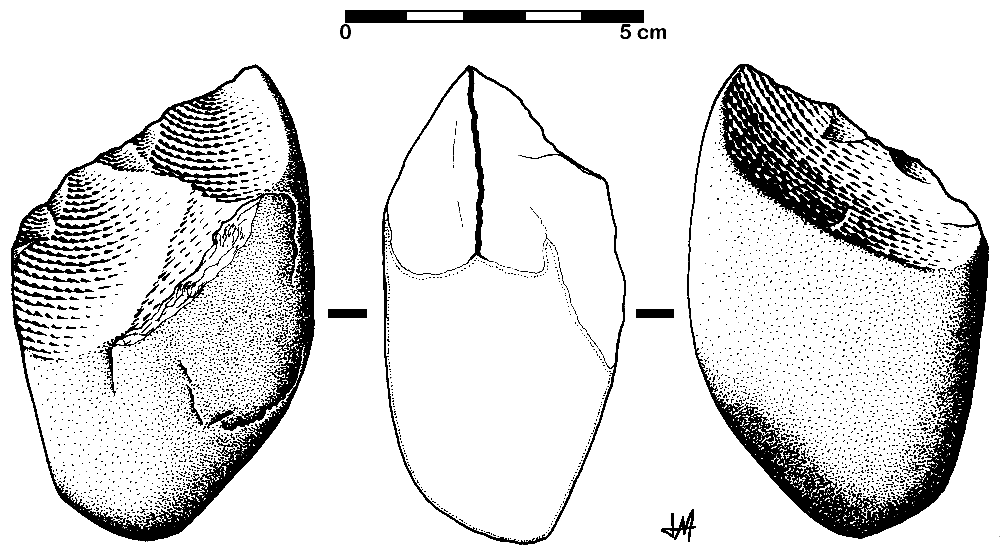
Typický jednoduchý oldovanský kamenný nástroj

Nejstarší kamenné nástroje patřící rodu Homo jsou známé jako archeologická kultura Oldovan, která je nejstarší paleolitickou kulturou a je známá pouze podle své kamenné industrie. Tyto nástroje se vyznačovaly svou jednoduchou konstrukcí. K výrobě byly používány říční oblázky, do kterých bylo udeřeno těžkým předmětem, aby vznikly úštěpy s ostrými hranami a často i s ostrou špičkou. Ty byly následně používány jako nástroj.
Nejstarší nalezené oldovanské nástroje jsou datovány do doby před 2,6 miliony lety do období nejstaršího paleolitu a byly nalezeny na archeologickém nalezišti Gona v Etiopii. Po tomto datu existuje mnoho nálezů oldovanské kamenné industrie pocházejících téměř z celé Afriky, přesto si archeologové nejsou jisti, kteří Hominini je jako první začali používat. Podle některých jím mohl být Australopithecus garhi, podle jiných Homo habilis.
Makak jávský je však schopen vytvořit takové nástroje.

### Acheuléen

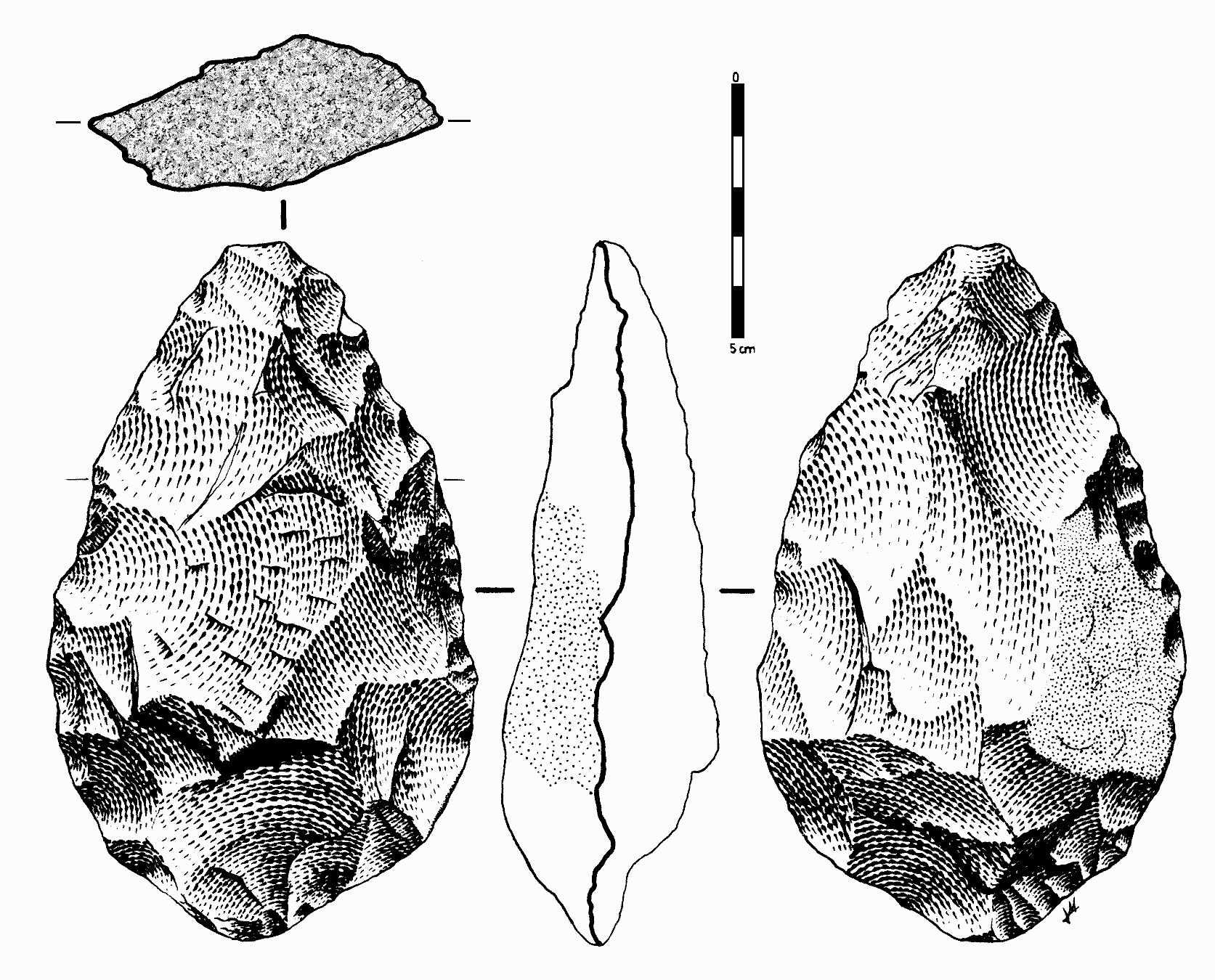
Pěstní klín z Acheuléenu

Technologický komplex Acheuléen byl pojmenován podle naleziště Saint-Acheul ve Francii. Datován je do starého až středního paleolitu. Typickou kamennou industrií v tomto období byly pěstní klíny. Kámen byl opracován symetricky na obou stranách. Jedná se spolu se sekáčky o bifaciálně opracované nástroje, které lze vyrobit z úštěpů nebo z předpřipravených jader. V Africe je jasný rozdíl mezi nástroji vyrobenými před více než 600000 lety, které jsou méně symetrické a tlustější, a mezi mladšími artefakty, které jsou upraveny s větší precizností.
Typickými nástroji používaných tímto technologickým komplexem patří špičaté, srdčité, vejčité aj. pěstní klíny (podle tvaru hotového nástroje), sekáčky, upravené úštěpky, škrabadla a sekací nástroje. Používané materiály byly dány místně dostupnými zdroji. Typicky je s výrobou kamenných nástrojů spojován pazourek, ale ten byl používán především v západní Evropě. V Africe byly nejrozšířenějšími sedimentární a vyvřelé horniny, jako je čedič. Mezi další používané materiály patřil chalcedon, kvarcit, andezit, rohovec či břidlice. Dala se využít i relativně měkká hornina, jako je vápenec. Ve všech případech byl materiál zpracováván v blízkosti svého zdroje, což naznačuje, že Acheuléen byl souborem dovedností předávaných si mezi sebou jednotlivými skupinami.

### Moustérien
Achueléen byl v Evropě, na Předním východě a v severní Africe ve středním paleolitu nahrazen Moustérienem, který byl pojmenován po nalezišti Le Moustier ve Francii, kdy byly v 60. letech 19. století objeveny její první doklady. Kamenná technologie se vyvíjela z Achueléenu a k výrobě menších a ostřejších nožových nástrojů a škrabadel se stále používala levalloiská technika, i když v menší míře než v předchozím období. Moustérienskou industrii používali především neandrtálci, kteří byli původním evropským a blízkovýchodním druhem Homininů. V Africe se však v té době používala také velmi podobná technika.
Typickými nástroji používanými tímto technologickým komplexem byly drasadla, škrabadla, rydla, ale také pěstní klíny a různé specializované hroty a čepele. Často se jednalo o masivní a trvanlivé výrobky, které dokázaly vydržet i hrubé zacházení.

### Aurignacien

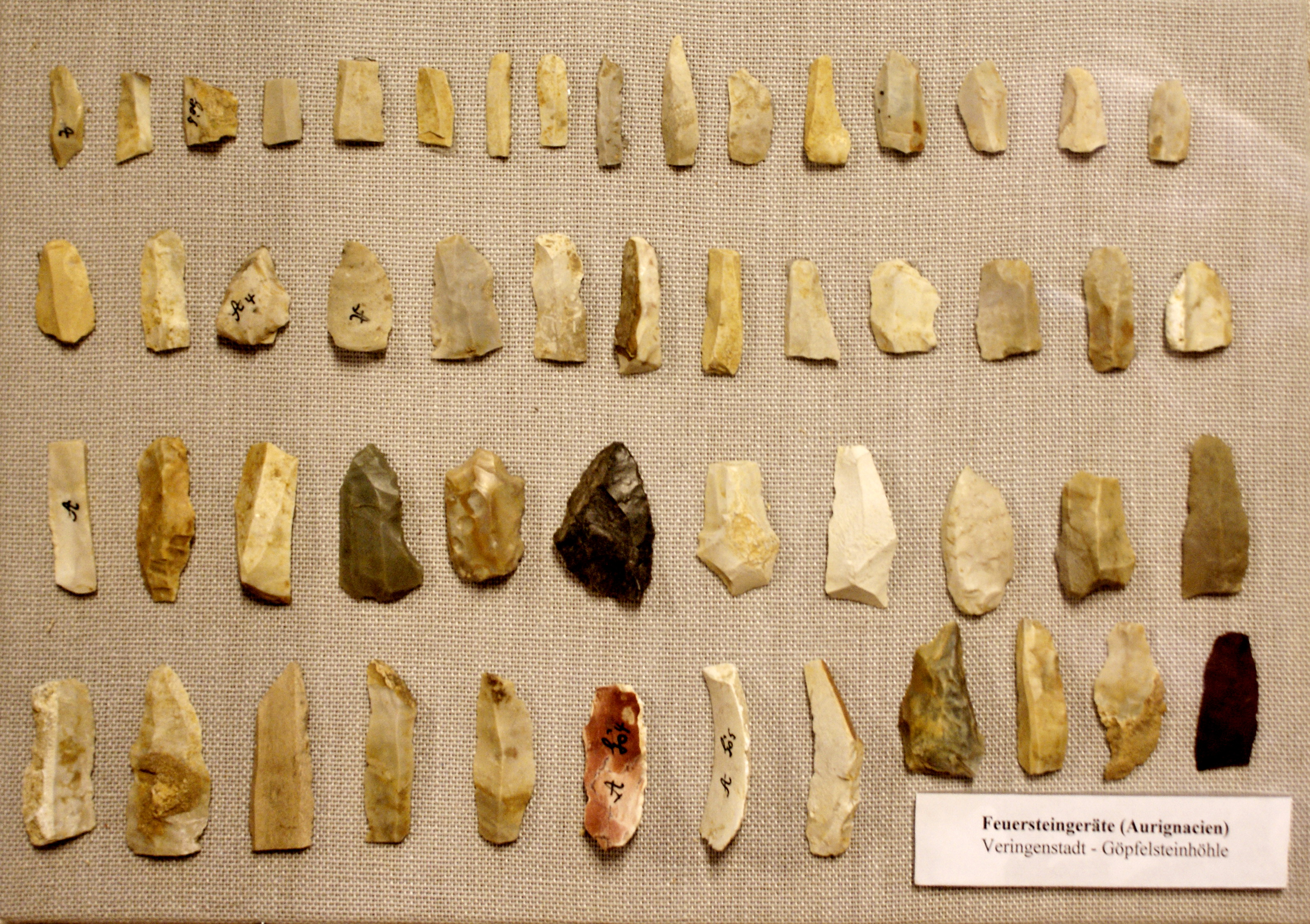
Mikrolity z Aurignacienu

Aurignacien spadá do starší fáze mladého paleolitu. V tomto období se rozšířilo používání dlouhých čepelí. V malém množství se výrobou čepelí zabývali již v předchozím období neandrtálci. Podobně jako v celém mladém paleolitu je i v tomto období patrný vyššé stupeň standardizace vyráběných nástrojů a při výrobě se používaly i kosti a paroží.

### Mezolit
Mikrolity byly v mezolitu používány ve složených nástrojích a většinou byly zasazovány do rukojetí. Mezi archeologické kultury, které používaly technologii mikrolitů patřil například Magdalénien, který byl poslední velkou paleolitickou archeologickou kulturou. Tato metoda umožnila efektivnější využívání dostupných materiálů, jako například křemene, i když mikrolity vyžadovaly vyšší zručnost při výrobě. Připevňování ostrých pazourkových čepelí na dřevěnou nebo kostěnou rukojeť bylo klíčovou inovací. Rukojeť poskytovala uživateli ochranu před ostřím a také zlepšovala pákovou funkci nástroje.

### Neolit

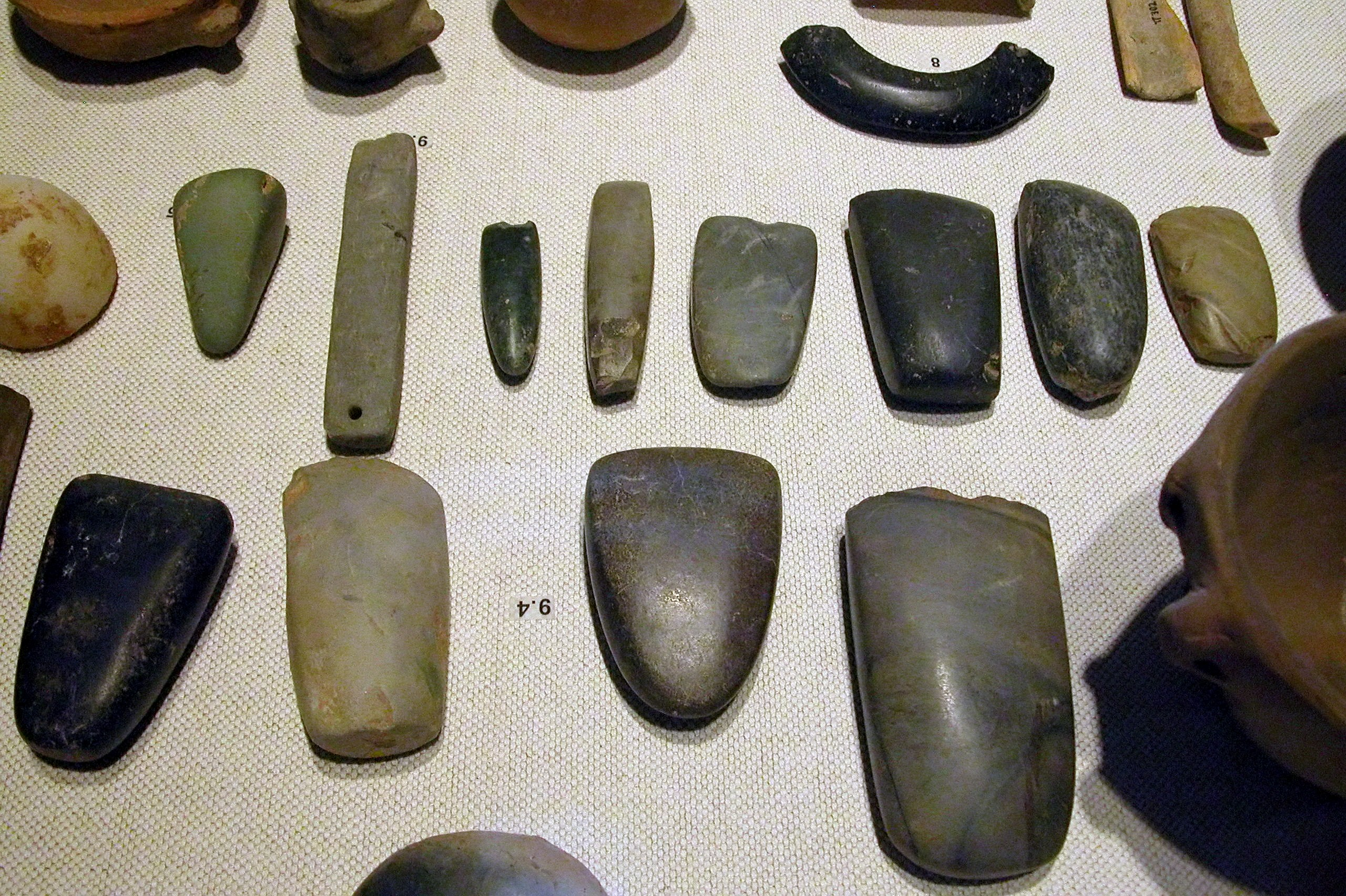
Neolitické kamenné nástroje

V pravěkém Japonsku se broušená kamenná industrie objevila v období japonského paleolitu přibližně v období mezi lety 40 000 až 14 000 př. n. l. V jiných částech světa se broušená kamenná industrie rozšířila na počátku neolitu přibližně v roce 10 000 př. n. l. Tyto broušené či leštěné nástroje byly vyráběny z materiálů s většími zrny, jako je čedič nebo jadeit.
Například kultura s lineární keramikou používala k výrobě břitů především pazourek a obsidián. Vyráběli například srpy z pazourkových čepelí zasazených do zakřivených kusů dřeva. Vytvářeli i speciální nástroje vyrobené z broušeného kamenného dláta přivázaného k rukojeti, které sloužily k opracování a kácení stromů. Z tohoto období se dochovalo i množství škrabadel a nožů. Používali také ještě mikrolity typické pro mezolit. Materiály používané k výrobě jsou důkazem specializované práce a také obchodu. Pazourek pocházel z jižního Polska, zatímco obsidián z Tater a Bukových hor.
Neolitická kultura Vinča ze střední a jihovýchodní Evropy se zabývala ranou formou metalurgie mědi. Ta však byla používaná spíše k výrobě dekorativních předmětů a pro výrobu funkčních nástrojů byl i nadále používán štípaný kámen, kosti a paroh.

## Další použití kamenných nástrojů
Vynález mechanismu pazourkového zámku v 16. století vyvolal poptávku po speciálně tvarovaných křesacích kamíncích.
Od neolitu do moderní doby se používá v oblastech, kde nedošlo k mechanizaci a industrializaci zemědělství zařízení zvané tribulum. To se používá k výmlatu obilí. Jedná se o dřevěné desky se spodní stranou hustě posetou ostrými úlomky pazourků.
V moderní chirurgii se stále používají obsidiánové skalpely při některých choulostivých operacích.